# Вулиця Черника (Львів)
Вулиця Черника — вулиця в Личаківському районі Львова, у місцевості Знесіння. Пролягає від вулиці Корейської і є тупиковою.

## Історія
У 1950 році називалась Корейська бічна, до 1993 року Спілкова. Сучасна назва з 1993 року на честь Федора Черника, сотника УСС.